# Félix-díj
A Félix-díj egy évente átadásra kerülő zenei díj Québec művészei számára. Nem tévesztendő össze az Európai Filmdíj korábbi elnevezésével, ami Felix-díj volt.

## Jellemzői
Az első átadó rendezvény 1979. szeptember 23-án történt az Association du disque, de l'industrie du spectacle québécois (ADISQ) szervezésében. A díj nevét Félix Leclerc québeci dalszerzőről kapta. A kiosztott trófeát 1979-ben készítette Marc-André Parisé Saguenay–Lac-Saint-Jean-i szobrász. A jelölteket és nyerteseket az ADISQ tagjai választják.
A díjátadást többször követte vita. 1983-ban Luc Plamondon váltott ki ellenérzéseket, amikor köszönőbeszédében a jogvédelmi törvényt kritizálta. 1990-ben pedig Céline Dion visszautasította a részére az év angol nyelvű művésze kategóriában átadni kívánt díjat Unison című albumáért, mert nem tartotta magát angol nyelvű művésznek.

## Fordítás
- Ez a szócikk részben vagy egészben  a   Félix Award című angol Wikipédia-szócikk ezen változatának fordításán alapul.  Az eredeti cikk szerkesztőit annak laptörténete sorolja fel. Ez a jelzés csupán a megfogalmazás eredetét és a szerzői jogokat jelzi, nem szolgál a cikkben szereplő információk forrásmegjelöléseként.